# Mediaster sladeni
Mediaster sladeni is een zeester uit de familie Goniasteridae.
De wetenschappelijke naam van de soort werd in 1909 gepubliceerd door W.B. Benham.